# 톰 하워드
톰 하워드(Tom Howard, 1969년 12월 26일 ~ )은 미국의 프로레슬러이자 킥복싱 선수이자 배우다.

## 모든 정보

### 이름
톰 하워드(일본어: トム ハワㅡド), 별명은 그린 벨트(Green Belt)이다.

### 입식 타격 전적
- 1전 0승 1패(0 KO)

| 경기일자        | 상대   | 결과 | 내용           | 대회                          |
| --------------- | ------ | ---- | -------------- | ----------------------------- |
| 2005년 6월 14일 | 최홍만 | 패   | 1R 2분 10초 KO | K-1 월드 GP 2005 in Hiroshima |

### 종합 타격 전적
- 6전 0승 6패(0 KO)

| 경기일자         | 상대                    | 결과 | 내용                           | 대회                                     |
| ---------------- | ----------------------- | ---- | ------------------------------ | ---------------------------------------- |
| 2007년 2월 10일  | 톰 블랙릿지             | 패   | 1R 40초 KO                     | CR 20 - Born 2 fight                     |
| 2006년 9월 9일   | 크루지즈토프 소스진스키 | 패   | 1R 3분 47초 KO                 | IFL - Portland                           |
| 2006년 2월 3일   | 크리스챤 웰리스치       | 패   | 1R 2분 11초 리어 네이키드 초크 | Valor Fighting - Showdown At Cache Creek |
| 2004년 11월 20일 | 카터 윌리엄스           | 패   | 2R 2분 16초 KO                 | ROTL 6 - Rumble on the Rock 6            |
| 2004년 5월 22일  | 블루 울프               | 패   | 2R 4분 44초 TKO                | K-1 MMA - Romanex                        |
| 2003년 12월 31일 | 크리스토프 미듀         | 패   | 1R 4분 21초 KO                 | K-1 다이너마이트 2003                    |

## 정보
주 베이스는 레슬링이다. 키 192cm에 체중 108kg로 좋은 체격조건이다. 입식 무대에서는 K-1 2005 일본GP 슈퍼파이트에서 최홍만과 맞서봤지만 긴 리치 차이와 파워가 비교가 안돼서 니킥으로 KO패하게 된다. 종합 무대에서도 6전 전패로 좋지 않은 성적을 보유했다. 그의 소속팀은 UPW이다.

### 타이틀
그의 챔피언 타이틀은 UPW 헤비급 챔피언, NWA 인터콘치넨탈 탑 챔피언으로, 레슬링 무대에서 2번의 챔피언 타이틀을 보유한 바 있다.